# Elezioni generali in Tunisia del 1999
Le elezioni generali in Tunisia del 1999 si tennero il 24 ottobre per l'elezione del Presidente e il rinnovo del Parlamento.

## Risultati

### Elezioni presidenziali
| Candidati               | Partiti                                   | Voti      | %     |
| ----------------------- | ----------------------------------------- | --------- | ----- |
| Zine El-Abidine Ben Ali | Raggruppamento Costituzionale Democratico | 3 269 067 | 99,45 |
| Mohemed Belhaj Amor     | Partito dell'Unità Popolare               | 10 594    | 0,32  |
| Abderrahmen Tlili       | Unione Democratica Unionista              | 7 560     | 0,23  |
| Totale                  | Totale                                    | 3 287 221 | 100   |

### Elezioni parlamentari
| Liste                                     | Voti      | %     | Seggi |
| ----------------------------------------- | --------- | ----- | ----- |
| Raggruppamento Costituzionale Democratico | 2 831 030 | 91,59 | 148   |
| Movimento dei Democratici Socialisti      | 98 550    | 3,19  | 13    |
| Partito dell'Unità Popolare               | 52 054    | 1,68  | 7     |
| Unione Democratica Unionista              | 52 612    | 1,70  | 7     |
| Movimento per il Rinnovamento             | 32 220    | 1,04  | 5     |
| Partito Social Liberale                   | 15 024    | 0,49  | 2     |
| Partito Democratico Progressista          | 5 835     | 0,19  | –     |
| Indipendenti                              | 3 737     | 0,12  | –     |
| Totale                                    | 3 091 062 | 100   | 182   |